# Leptodermis kumaonensis
Leptodermis kumaonensis är en måreväxtart som beskrevs av Richard Neville Parker. Leptodermis kumaonensis ingår i släktet Leptodermis och familjen måreväxter. Inga underarter finns listade i Catalogue of Life.